# Segona categoria del Campionat de Catalunya de futbol 1911-1912
Resultats de la lliga de Segona categoria del Campionat de Catalunya de futbol 1911-1912.

## Sistema de competició
La sisena temporada de la Segona categoria, en la seva modalitat de júniors primers, comptà amb la inscripció rècord de 21 equips, jugant-se a una sola volta. Un any més les desercions foren abundants, destacant el cas del Manresa que no jugà cap partit, bé no presentant-se o bé cedint els punts.
Les resolucions per part de la Federació es demoraren molt. Per exemple, la decisió de fer jugar el partit Europa-Barcino de la quinzena jornada, programat per al 25 de febrer de 1912, no arribà fins al 13 d'octubre següent, amb la nova temporada a punt de començar. A més, manquen molts resultats; algunes victòries poden ser deduïdes matemàticament però els resultats concrets, així com la data de celebració, queden pendents de l'aparició de nous fons documentals.

## Classificació
| Pos. | Colors           | Equip                  | Punts | J  | G  | E | P  | GF | GC | DG |
| ---- | ---------------- | ---------------------- | ----- | -- | -- | - | -- | -- | -- | -- |
| 1.   | Verd-i-blanc     | FC Internacional       | 37    | 20 | 18 | 1 | 1  | 39 | 7  | 32 |
| 2.   | Blanc-i-blau     | CD Europa              | 36    | 20 | 17 | 2 | 1  | 33 | 9  | 24 |
| 3.   | FC Badalona      | FC Badalona            | 34    | 20 | 16 | 2 | 2  | 43 | 10 | 33 |
| 4.   | Rosso e Blu2     | FC Barcino             | 33    | 20 | 16 | 1 | 3  | 78 | 14 | 64 |
| 5.   | Blanc-i-vermell  | FC Avenç               | 28    | 18 | 12 | 4 | 2  | 30 | 11 | 19 |
| 6.   | Blau-i-groc      | New Catalònia FC       | 26    | 17 | 12 | 2 | 3  | 38 | 14 | 24 |
| 7.   | Sense bandera    | FC Martinenc           | 22    | 18 | 10 | 2 | 6  | 26 | 27 | 1  |
| 8.   | Vermell-i-groc   | FC Andreuenc           | 18    | 16 | 9  | 0 | 7  | 16 | 19 | 3  |
| 9.   | Sense bandera    | FC Tibidabo            | 16    | 18 | 7  | 2 | 9  | 19 | 37 | 18 |
| 10.  | Sense bandera    | Gimnàstic SC           | 12    | 13 | 6  | 0 | 7  | 4  | 1  | 3  |
| 11.  | Sense bandera    | Stàdium FC             | 12    | 15 | 6  | 0 | 9  | 21 | 60 | 39 |
| 12.  | Gimnàstic AEP    | Gimnàstic AEP          | 12    | 17 | 6  | 0 | 11 | 11 | 29 | 18 |
| 13.  | Blanc-i-negre    | CS Sabadell FC         | 10    | 8  | 4  | 2 | 2  | 10 | 4  | 6  |
| 14.  | Groc-i-negre     | Atlètic FC de Sabadell | 9     | 11 | 4  | 1 | 6  | 9  | 18 | 9  |
| 15.  | Sense bandera    | Mercantil FC           | 8     | 14 | 4  | 0 | 10 | 5  | 48 | 43 |
| 16.  | Blau-cel-i-blanc | FC Franco-Espanyol     | 7     | 13 | 3  | 1 | 9  | 15 | 37 | 22 |
| 17.  | Sense bandera    | Catalunya SC           | 6     | 15 | 3  | 0 | 12 | 17 | 38 | 21 |
| 18.  | Rosso e Nero     | FC Mataró              | 4     | 14 | 2  | 0 | 12 | 4  | 19 | 15 |
| 19.  | Sense bandera    | Sarrià SC              | 4     | 15 | 2  | 0 | 13 | 5  | 11 | 6  |
| 20.  | Sense bandera    | Bétulo FC              | 2     | 14 | 1  | 0 | 13 | 1  | 11 | 10 |
| 21.  | Blanc-i-vermell  | Manresa FC             | 0     | 20 | 0  | 0 | 20 | 0  | 0  | 0  |
|      |                  |                        |       |    |    |   |    |    |    |    |

## Resultats
| Jornada 1                 | 19 novembre 1911 | 19 novembre 1911 |
| Barcino                   | 0-4              | Sabadell         |
| Franco-Espanyol           | (s/d)            | Mercantil        |
| Avenç                     | (v/l)            | Gimnàstic SC     |
| Bétulo                    | (v/v)            | Internacional    |
| Europa                    | 5-0              | Gimnàstic AEP    |
| Atlètic Sabadell          | (v/l)            | Manresa          |
| Tibidabo                  | 2-3              | Martinenc        |
| Andreuenc                 | 6-0              | Catalunya        |
| New Catalònia             | 11-1             | Stàdium          |
| Sarrià                    | 1-0              | Mataró           |
| descansa: Badalona        |                  |                  |
| Jornada 2                 | 26 novembre 1911 | 26 novembre 1911 |
| Sabadell                  | 4-0              | Franco-Espanyol  |
| Mercantil                 | 0-11             | Avenç            |
| Gimnàstic SC              | (v/l)            | Bétulo           |
| Internacional             | 1-2              | Europa           |
| Gimnàstic AEP             | 0-2              | Atlètic Sabadell |
| Manresa                   | (v/v)            | Tibidabo         |
| Martinenc                 | 2-1              | Andreuenc        |
| Catalunya                 | (v/v)            | New Catalònia    |
| Stàdium                   | 5-3              | Sarrià           |
| Mataró                    | (v/v)            | Badalona         |
| descansa: Barcino         |                  |                  |
| Jornada 3                 | 3 desembre 1911  | 3 desembre 1911  |
| Franco-Espanyol           | (s/d)            | Gimnàstic SC     |
| Avenç                     | 1-1              | Internacional    |
| Bétulo                    | (v/v)            | Gimnàstic AEP    |
| Europa                    | (v/l)            | Manresa          |
| Atlètic Sabadell          | 2-1              | Martinenc        |
| Tibidabo                  | 3-1              | Catalunya        |
| Andreuenc                 | 3-2              | Stàdium          |
| New Catalònia             | (v/l)            | Mataró           |
| Sabadell                  | 0-2              | Badalona         |
| Barcino                   | 7-0              | Mercantil        |
| descansa: Sarrià          |                  |                  |
| Jornada 4                 | 10 desembre 1911 | 10 desembre 1911 |
| Gimnàstic SC              | (v/v)            | Europa           |
| Internacional             | 8-0              | Atlètic Sabadell |
| Gimnàstic AEP             | 2-0              | Tibidabo         |
| Manresa                   | (v/v)            | Andreuenc        |
| Martinenc                 | 2-2              | New Catalònia    |
| Catalunya                 | 6-1              | Sarrià           |
| Stàdium                   | 2-6              | Badalona         |
| Mataró                    | 0-11             | Barcino          |
| Sabadell                  | 1-1              | Avenç            |
| Mercantil                 | (v/l)            | Bétulo           |
| descansa: Franco-Espanyol |                  |                  |
| Jornada 5                 | 17 desembre 1911 | 17 desembre 1911 |
| Europa                    | 3-2              | Martinenc        |
| Atlètic Sabadell          | 5-0              | Catalunya        |
| Tibidabo                  | 11-1             | Stàdium          |
| Andreuenc                 | (v/l)            | Mataró           |
| Sarrià                    | (v/v)            | Sabadell         |
| Badalona                  | (v/l)            | Mercantil        |
| Barcino                   | (v/l)            | Gimnàstic SC     |
| Franco-Espanyol           | 1-7              | Internacional    |
| Avenç                     | 3-0              | Gimnàstic AEP    |
| Bétulo                    | (v/l)            | Manresa          |
| descansa: New Catalònia   |                  |                  |
| Jornada 6                 | 24 desembre 1911 | 24 desembre 1911 |
| Martinenc                 | (v/l)            | Sarrià           |
| Catalunya                 | 0-8              | Badalona         |
| Stàdium                   | 0-11             | Barcino          |
| Mataró                    | (s/d)            | Franco-Espanyol  |
| Sabadell                  | (s/d)            | Bétulo           |
| Mercantil                 | 0-8              | Europa           |
| Gimnàstic SC              | (v/l)            | Atlètic Sabadell |
| Internacional             | 8-0              | Tibidabo         |
| Gimnàstic AEP             | 0-1              | Andreuenc        |
| Manresa                   | (v/v)            | New Catalònia    |
| descansa: Avenç           |                  |                  |
| Jornada 7                 | 31 desembre 1911 | 31 desembre 1911 |
| Sarrià                    | (v/v)            | Mercantil        |
| Badalona                  | (v/l)            | Gimnàstic SC     |
| Barcino                   | 3-5              | Internacional    |
| Franco-Espanyol           | 3-0              | Gimnàstic AEP    |
| Avenç                     | (v/l)            | Manresa          |
| Bétulo                    | (v/v)            | Martinenc        |
| Europa                    | (v/l)            | Catalunya        |
| Atlètic Sabadell          | (s/d)            | Stàdium          |
| Tibidabo                  | (v/l)            | Mataró           |
| New Catalònia             | (s/d)            | Sabadell         |
| descansa: Andreuenc       |                  |                  |

| Jornada 8          | 7 gener 1912   | 7 gener 1912     |
| Mercantil          | (s/d)          | Atlètic Sabadell |
| Gimnàstic SC       | 4-1            | Tibidabo         |
| Internacional      | 5-0            | Andreuenc        |
| Gimnàstic AEP      | (v/v)          | New Catalònia    |
| Manresa            | (v/v)          | Sarrià           |
| Martinenc          | 0-7            | Badalona         |
| Catalunya          | 1-2            | Barcino          |
| Stàdium            | 3-2            | Franco-Espanyol  |
| Mataró             | (v/v)          | Avenç            |
| Sabadell           | 1-1            | Europa           |
| descansa: Bétulo   |                |                  |
| Jornada 9          | 14 gener 1912  | 14 gener 1912    |
| Atlètic Sabadell   | (s/d)          | Mataró           |
| Sabadell           | (s/d)          | Andreuenc        |
| New Catalònia      | 8-1            | Mercantil        |
| Sarrià             | (s/d)          | Gimnàstic SC     |
| Badalona           | 0-2            | Internacional    |
| Barcino            | 11-1           | Gimnàstic AEP    |
| Franco-Espanyol    | (v/l)          | Manresa          |
| Avenç              | 5-0            | Martinenc        |
| Bétulo             | (s/d)          | Catalunya        |
| Europa             | 6-0            | Stàdium          |
| descansa: Tibidabo |                |                  |
| Jornada 10         | 21 gener 1912  | 21 gener 1912    |
| Mataró             | (s/d)          | Bétulo           |
| Sabadell           | (s/d)          | Atlètic Sabadell |
| Mercantil          | (v/l)          | Tibidabo         |
| Gimnàstic SC       | (v/l)          | Andreuenc        |
| Internacional      | 2-0            | New Catalònia    |
| Gimnàstic AEP      | (v/l)          | Sarrià           |
| Manresa            | (v/v)          | Badalona         |
| Martinenc          | (s/d)          | Barcino          |
| Catalunya          | 3-4            | Franco-Espanyol  |
| Stàdium            | (v/v)          | Avenç            |
| descansa: Europa   |                |                  |
| Jornada 11         | 28 gener 1912  | 28 gener 1912    |
| Andreuenc          | 5-0            | Mercantil        |
| Stàdium            | 5-1            | Bétulo           |
| Franco-Espanyol    | 4-4            | Martinenc        |
| Badalona           | (v/l)          | Gimnàstic AEP    |
| Europa             | (v/l)          | Mataró           |
| Sarrià             | (v/v)          | Internacional    |
| Barcino            | (v/l)          | Manresa          |
| New Catalònia      | (v/l)          | Gimnàstic SC     |
| Avenç              | (v/l)          | Catalunya        |
| Jornada 12         | 4 febrer 1912  | 4 febrer 1912    |
| Barcino            | (v/l)          | Franco-Espanyol  |
| Sabadell           | (s/d)          | Mercantil        |
| Avenç              | 2-2            | Badalona         |
| Sarrià             | (s/d)          | Bétulo           |
| Internacional      | (v/l)          | Mataró           |
| Europa             | 1-2            | New Catalònia    |
| Gimnàstic AEP      | 0-2            | Stàdium          |
| Atlètic Sabadell   | (s/d)          | Andreuenc        |
| Manresa            | (v/v)          | Catalunya        |
| Jornada 13         | 11 febrer 1912 | 11 febrer 1912   |
| Internacional      | (v/l)          | Sabadell         |
| Martinenc          | 6-1            | Catalunya        |
| Barcino            | 2-1            | Avenç            |
| Badalona           | (v/l)          | Bétulo           |
| Stàdium            | (v/l)          | Manresa          |
| Tibidabo           | (v/v)          | Andreuenc        |
| Sarrià             | (v/v)          | Europa           |
| Jornada 14         | 18 febrer 1912 | 18 febrer 1912   |
| Manresa            | (v/v)          | Gimnàstic SC     |
| Avenç              | 4-1            | Franco-Espanyol  |
| Tibidabo           | 0-5            | New Catalònia    |
| Stàdium            | 0-6            | Martinenc        |
| Bétulo             | (v/v)          | Barcino          |
| Jornada 15         | 25 febrer 1912 | 25 febrer 1912   |
| Europa             | (v/l)          | Barcino          |
| Sabadell           | (s/d)          | Gimnàstic AEP    |
| Bétulo             | (s/d)          | Franco-Espanyol  |
| Mercantil          | (v/v)          | Internacional    |
| Atlètic Sabadell   | (v/v)          | Badalona         |
| Tibidabo           | (v/l)          | Sarrià           |
| Martinenc          | (v/l)          | Mataró           |
| Andreuenc          | 0-3            | New Catalònia    |
| Catalunya          | (s/d)          | Stàdium          |

| Jornada 16         | 3 març 1912   | 3 març 1912      |
| Barcino            | 9-0           | Atlètic Sabadell |
| Manresa            | (v/v)         | Sabadell         |
| Franco-Espanyol    | (v/v)         | Europa           |
| Mercantil          | 2-5           | Gimnàstic AEP    |
| Avenç              | (v/l)         | Bétulo           |
| Gimnàstic SC       | (v/v)         | Internacional    |
| Tibidabo           | (v/v)         | Badalona         |
| Andreuenc          | (v/l)         | Sarrià           |
| Catalunya          | 5-0           | Mataró           |
| Jornada 17         | 10 març 1912  | 10 març 1912     |
| Barcino            | 11-0          | Tibidabo         |
| Sabadell           | (s/d)         | Martinenc        |
| Franco-Espanyol    | (s/d)         | Atlètic Sabadell |
| Mercantil          | (v/l)         | Manresa          |
| Avenç              | 1-3           | Europa           |
| Gimnàstic SC       | (s/d)         | Gimnàstic AEP    |
| Andreuenc          | 0-2           | Badalona         |
| New Catalònia      | (s/d)         | Sarrià           |
| Stàdium            | (s/d)         | Mataró           |
| Jornada 18         | 24 març 1912  | 24 març 1912     |
| Barcino            | 4-0           | New Catalònia    |
| Sabadell           | (s/d)         | Stàdium          |
| Andreuenc          | (s/d)         | Franco-Espanyol  |
| Mercantil          | (s/d)         | Catalunya        |
| Tibidabo           | (s/d)         | Avenç            |
| Martinenc          | (s/d)         | Gimnàstic SC     |
| Atlètic Sabadell   | (s/d)         | Bétulo           |
| Manresa            | (v/v)         | Internacional    |
| Badalona           | (v/l)         | Sarrià           |
| Jornada 19         | 31 març 1912  | 31 març 1912     |
| Sarrià             | (v/v)         | Barcino          |
| Sabadell           | (s/d)         | Mataró           |
| Franco-Espanyol    | (v/v)         | New Catalònia    |
| Stàdium            | (s/d)         | Mercantil        |
| Avenç              | (s/d)         | Andreuenc        |
| Catalunya          | (s/d)         | Gimnàstic SC     |
| Bétulo             | (v/v)         | Tibidabo         |
| Internacional      | (v/l)         | Martinenc        |
| Europa             | (v/l)         | Atlètic Sabadell |
| Gimnàstic AEP      | (v/l)         | Manresa          |
| descansa: Badalona |               |                  |
| Jornada 20         | 7 abril 1912  | 7 abril 1912     |
| Sarrià             | (s/d)         | Franco-Espanyol  |
| Mataró             | 4-2           | Mercantil        |
| New Catalònia      | 1-1           | Avenç            |
| Gimnàstic SC       | (v/v)         | Stàdium          |
| Andreuenc          | (v/l)         | Bétulo           |
| Internacional      | (v/l)         | Catalunya        |
| Tibidabo           | 2-2           | Europa           |
| Martinenc          | (v/l)         | Gimnàstic AEP    |
| Barcino            | 2-2           | Badalona         |
| Jornada 21         | 14 abril 1912 | 14 abril 1912    |
| Badalona           | 12-0          | Franco-Espanyol  |
| Avenç              | (v/l)         | Sarrià           |
| Gimnàstic SC       | (v/l)         | Mataró           |
| Bétulo             | 0-6           | New Catalònia    |
| Internacional      | (v/l)         | Stàdium          |
| Europa             | (v/l)         | Andreuenc        |
| Gimnàstic AEP      | 3-0           | Catalunya        |
| Atlètic Sabadell   | 0-0           | Tibidabo         |
| Martinenc          | (v/l)         | Manresa          |
| Jornada 22         | 21 abril 1912 | 21 abril 1912    |
| Manresa            | (v/v)         | Mataró           |
| New Catalònia      | 0-2           | Badalona         |
| Andreuenc          | 0-5           | Barcino          |
| Europa             | (v/l)         | Bétulo           |
| Gimnàstic AEP      | (v/v)         | Internacional    |
| Avenç              | (v/l)         | Atlètic Sabadell |
| Franco-Espanyol    | (v/v)         | Tibidabo         |
| Mercantil          | (v/v)         | Martinenc        |
| Jornada 23         | 28 abril 1912 | 28 abril 1912    |
| Badalona           | 0-2           | Europa           |
| Barcino            | (v/l)         | Martinenc        |

Notes
- Jornada 15: per desqualificació de l'Europa els punts foren assignats en un primer moment al Barcino. En sessió de 13 de maig la Federació desestima el recurs presentat per l'Europa,[1] però en sessió de 13 d'octubre permet celebrar el partit,[2][3] guanyat finalment per l'Europa tot i que no hi ha dades del resultat exacte.
- Jornada 17: el partit Avenç-Europa es jugà el 12 de maig.[4]
- (s/d) — sense dades
- (v/l) — victòria local bé per no presentar-se el contrari o bé per cessió de punts.
- (v/v) — victòria visitant bé per no presentar-se el contrari o bé per cessió de punts.